# Artur Sobiech
Artur Sobiech ([ˈartur ˈsɔbjɛx]; sinh ngày 12 tháng 6 năm 1990) là một cầu thủ bóng đá chuyên nghiệp người Ba Lan thi đấu ở vị trí tiền đạo cho câu lạc bộ Fatih Karagümrük của Thổ Nhĩ Kỳ và tuyển thủ quốc gia Ba Lan.

## Sự nghiệp cấp câu lạc bộ
Sobiech chào đời tại Ruda Śląska. Sau khi dành 4 năm phục vụ Ruch Chorzów, nơi anh bắt đầu sự nghiệp chơi bóng chuyên nghiệp, Sobiech đã chuyển đến Polonia Warsaw vào tháng 7 năm 2010. Polonia đã trả 1 triệu euro để có được anh. Anh được xem là phát hiện của mùa giải Ekstraklasa năm đó.
Ngày 30 tháng 6 năm 2011, Sobiech chuyển tới câu lạc bộ Hannover 96 ở giải Bundesliga, anh ký hợp đồng có thời hạn đến tháng 6 năm 2014. Tháng 5 năm 2013, câu lạc bộ thông báo anh đã gia hạn hợp đồng đến 30 tháng 6 năm 2017.
Ngày 9 tháng 8 năm 2018, Sobiech gia nhập Lechia Gdańsk theo bản hợp đồng dài hai năm. Trong mùa giải đầu tiên tại Lechia Sobiech được xem là tiền đạo tốt thứ hai chỉ sau Flávio Paixão. Mùa giải này khởi đầu tốt khi anh ghi một cú hat-trick vào lưới Zagłębie Lubin, nhưng rồi chỉ có thể ghi được 4 bàn thắng nữa trong 23 trận tiếp theo. Sobiech có phong độ chơi tốt hơn ở Cúp bóng đá Ba Lan mùa đó với 3 bàn sau 4 trận, trong đó có pha lập công duy nhất trong trận chung kết Cúp bóng đá Ba Lan 2019 đối đầu với Jagiellonia Białystok để đoạt cúp về cho Lechia. Mặc dù theo thống kê không phải mùa giải hay nhất, Sobiech đã đóng vai trò quan trọng trong Lechia để đội giành hạng 3 - thứ hạng cao nhất của họ trong lịch sử giải vô địch quốc gia, và đưa câu lạc bộ tới thành công với những chiếc cúp. Mùa giải kế tiếp khởi đầu tốt với cả Sobiech và Lechia, khi Sobiech vào sân từ ghế dự bị giúp Lechia giành Siêu cúp Ba Lan. Sau khởi đầu triển vọng cùng Lechia ở mà 2019–20, Sobiech đã rời câu lạc bộ vào kì nghi đông để gia nhập Fatih Karagümrük. Tổng cộng Sobiech có 54 lần ra sân và ghi 16 bàn trong quãng thời gian thành công trong lịch sử câu lạc bộ.

## Sự nghiệp cấp đội tuyển
Sau khi chơi cho đội U-21 Ba Lan, Sobiech được lần đầu triệu tập lên tuyển quốc gia Ba Lan vào tháng 5 năm 2010. Anh có trận ra mắt ngày 29 tháng 5 gặp Phần Lan, anh thay thế Ireneusz Jeleń ở phút thứ 89. Trận đấu kết thúc với tỉ số hòa 0–0. Anh ghi bàn thắng đầu tiên vào ngày 22 tháng 5 năm 2012 trong trận thắng giao hữu với Latvia. Anh đã đại diện cho Ba Lan tranh tài tại Giải vô địch châu Âu 

## Đời tư
Anh kết hôn với nữ vận động viên bóng ném đồng hương Bogna Sobiech kể từ năm 2011.

## Thống kê sự nghiệp

### Cấp câu lạc bộ
Tính đến 6 tháng 4 năm 2021.
| Câu lạc bộ         | Mùa       | Giải             | Giải nội địa | Giải nội địa | Cúp nội địa | Cúp nội địa | Cúp châu Âu | Cúp châu Âu | Tổng cộng | Tổng cộng |
| Câu lạc bộ         | Mùa       | Giải             | Số trận      | Bàn thắng    | Số trận     | Bàn thắng   | Số trận     | Bàn thắng   | Số trận   | Bàn thắng |
| ------------------ | --------- | ---------------- | ------------ | ------------ | ----------- | ----------- | ----------- | ----------- | --------- | --------- |
| Ruch Chorzów       | 2008–09   | Ekstraklasa      | 19           | 2            | 4           | 2           | –           | –           | 23        | 4         |
| Ruch Chorzów       | 2009–10   | Ekstraklasa      | 28           | 10           | 6           | 2           | –           | –           | 34        | 12        |
| Ruch Chorzów       | 2010–11   | Ekstraklasa      | 0            | 0            | 0           | 0           | 4           | 1           | 4         | 1         |
| Ruch Chorzów       | Tổng cộng | Tổng cộng        | 47           | 12           | 10          | 4           | 4           | 1           | 61        | 17        |
| Polonia Warsaw     | 2010–11   | Ekstraklasa      | 23           | 9            | 4           | 0           | –           | –           | 27        | 9         |
| Polonia Warsaw     | Tổng cộng | Tổng cộng        | 23           | 9            | 4           | 0           | 0           | 0           | 27        | 9         |
| Hannover 96        | 2011–12   | Bundesliga       | 12           | 1            | 0           | 0           | 6           | 2           | 18        | 3         |
| Hannover 96        | 2012–13   | Bundesliga       | 25           | 5            | 2           | 0           | 10          | 3           | 37        | 8         |
| Hannover 96        | 2013–14   | Bundesliga       | 17           | 3            | 1           | 1           | 0           | 0           | 18        | 5         |
| Hannover 96        | 2014–15   | Bundesliga       | 19           | 2            | 1           | 0           | 0           | 0           | 20        | 2         |
| Hannover 96        | 2015–16   | Bundesliga       | 25           | 7            | 2           | 1           | 0           | 0           | 27        | 8         |
| Hannover 96        | 2016–17   | 2. Bundesliga    | 23           | 2            | 2           | 1           | 0           | 0           | 25        | 3         |
| Hannover 96        | Tổng cộng | Tổng cộng        | 121          | 20           | 8           | 3           | 16          | 5           | 145       | 28        |
| Darmstadt 98       | 2017–18   | 2. Bundesliga    | 22           | 2            | 1           | 1           | 0           | 0           | 23        | 3         |
| Darmstadt 98       | Tổng cộng | Tổng cộng        | 22           | 2            | 1           | 1           | 0           | 0           | 23        | 3         |
| Lechia Gdańsk      | 2018-19   | Ekstraklasa      | 25           | 7            | 4           | 3           | –           | –           | 29        | 10        |
| Lechia Gdańsk      | 2019-20   | Ekstraklasa      | 18           | 6            | 2           | 0           | 2           | 0           | 22        | 6         |
| Lechia Gdańsk      | Tổng cộng | Tổng cộng        | 43           | 13           | 6           | 3           | 2           | 0           | 51        | 16        |
| Fatih Karagümrük   | 2019-20   | TFF First League | 17           | 7            | –           | –           | –           | –           | 17        | 7         |
| Fatih Karagümrük   | 2020-21   | Süper Lig        | 30           | 7            | 1           | 0           | –           | –           | 31        | 7         |
| Fatih Karagümrük   | Tổng cộng | Tổng cộng        | 47           | 14           | 1           | 0           | 0           | 0           | 48        | 14        |
| Tổng kết sự nghiệp |           |                  | 303          | 70           | 30          | 11          | 22          | 6           | 355       | 87        |

### Bàn thắng cho đội tuyển
Tỉ số và kết quả liệt kê bàn thắng của Ba Lan trước.
| #  | Ngày                | Nơi tổ chức                                            | Đối thủ       | Tỉ số | Kết quả | Giải đấu |
| -- | ------------------- | ------------------------------------------------------ | ------------- | ----- | ------- | -------- |
| 1. | 22 tháng 5 năm 2012 | Hypo-Arena, Klagenfurt, Áo                             | Latvia        | 1–0   | 1–0     | Giao hữu |
| 2. | 4 tháng 6 năm 2013  | Sân vận động Marszałek Józef Piłsudski, Kraków, Ba Lan | Liechtenstein | 1–0   | 2–0     | Giao hữu |

## Danh hiệu

### Câu lạc bộ
Lechia Gdańsk
- Cúp Ba Lan: 2018–19
- Siêu cúp Ba Lan: 2019